# 梅特佩克

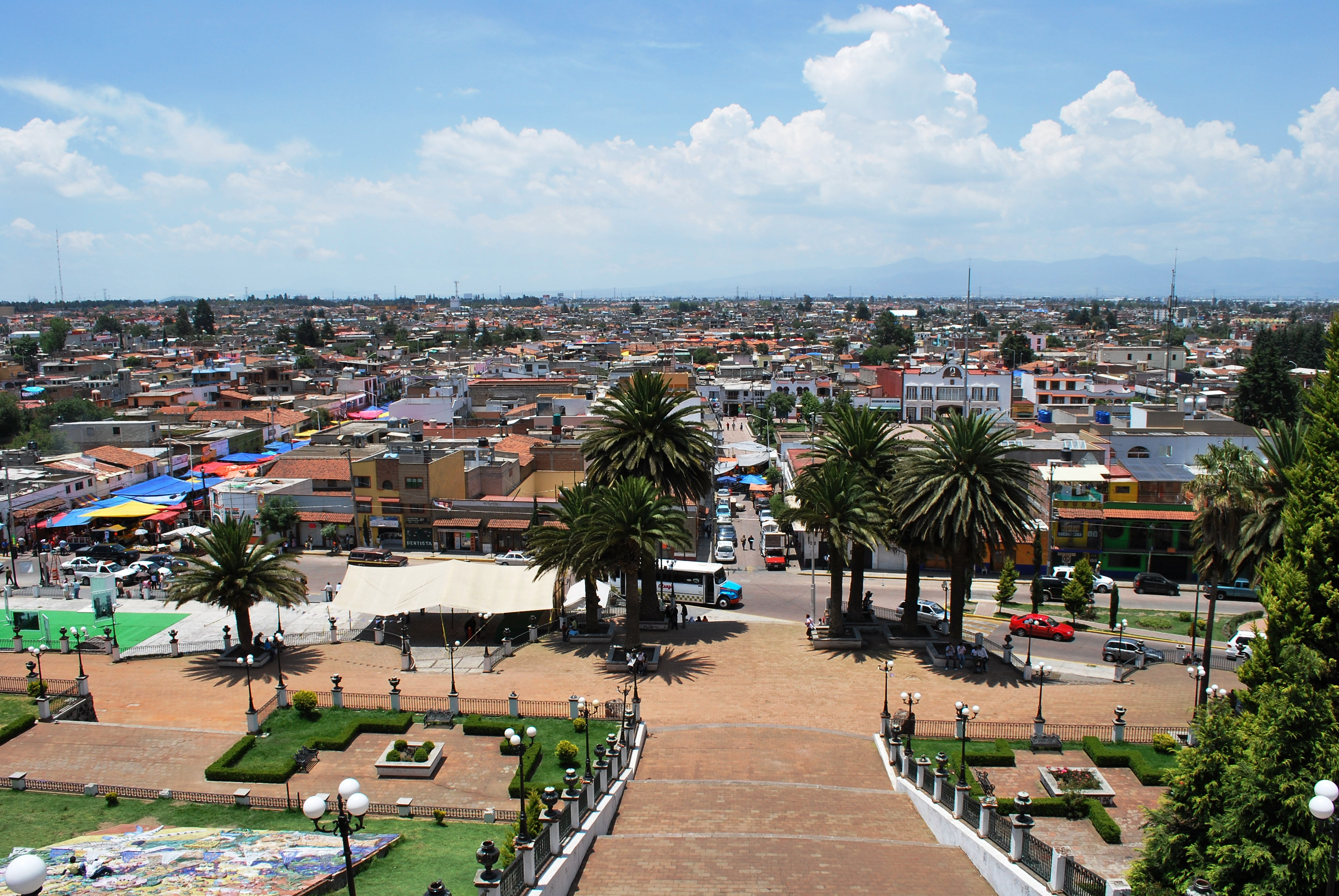

梅特佩克是墨西哥的城市，由墨西哥州負責管轄，位於該國中部，距離首都墨西哥城50公里，始建於1526年，面積70平方公里，海拔高度2,620米，2005年人口206,005。

## 外部連結
- Ayuntamiento de Metepec （页面存档备份，存于） Official website （西班牙文）
- Quimera website （页面存档备份，存于） （西班牙文）
- Trees of Life (folk art pottery)

19°15′N 99°36′W / 19.250°N 99.600°W